# Khairwad, Khanapur
Khairwad là một làng thuộc tehsil Khanapur, huyện Belgaum, bang Karnataka, Ấn Độ.